# La Mata de Ledesma
La Mata de Ledesma ist eine kleine westspanische Gemeinde (municipio) in der Provinz Salamanca in der Autonomen Gemeinschaft Kastilien-León. 2024 hatte die Gemeinde 101 Einwohner. Neben dem Hauptort La Mata de Ledesma gehören die Ortschaften Pozos de Mondar, Gejo de Diego Gómez und Porqueriza sowie die Wüstung El Barrero de Porqueriza zur Gemeinde.

## Geographie
La Mata de Ledesma befindet sich etwa 26 Kilometer westnordwestlich vom Stadtzentrum der Provinzhauptstadt Salamanca in einer Höhe von 815 m. 

## Bevölkerungsentwicklung
| Jahr      | 1900 | 1920 | 1950 | 1970 | 1981 | 1991 | 2001 | 2011 | 2021 |
| Einwohner | 602  | 579  | 525  | 289  | 210  | 177  | 148  | 120  | 85   |

## Sehenswürdigkeiten
- Michaeliskirche (Iglesia de San Miguel Arcángel)
- die beiden Kirchruinen Santa Marta in Porqueriza und San Antonio Abad in Gejo de Diego Gómez

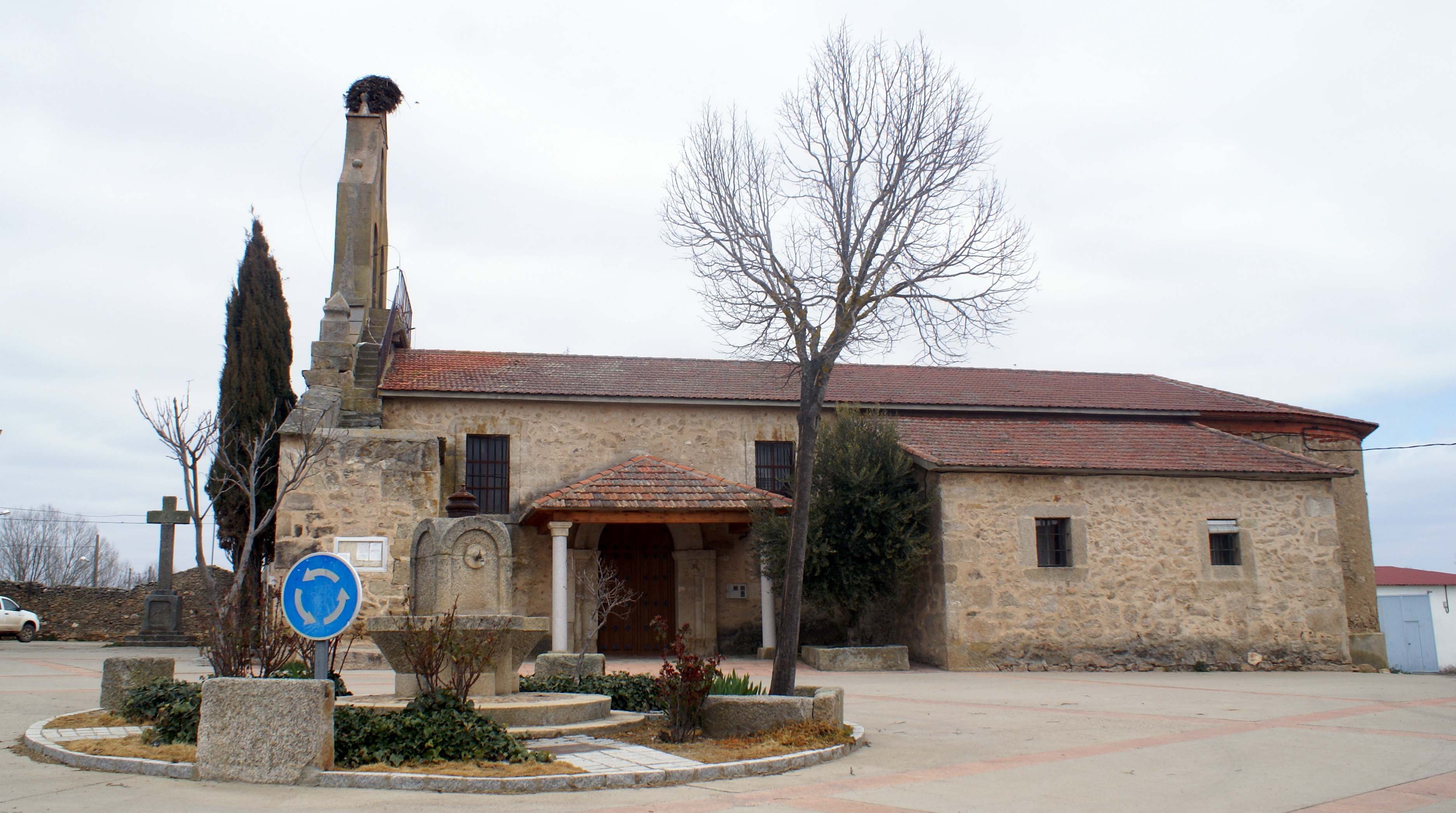
Michaeliskirche

## Persönlichkeiten
- Miguel Martín Hernández (* 1946), Fotograf